# 咒罵
咒罵是一種以語言進行人身攻擊的行為。明顯的如“詈語”或“髒話”，或是明褒暗貶及嘲諷。此行為常是導致一段關係破裂的主要原因。

## 分類
骂人的话，书面语称之为“詈语” ，俗称“骂人话”。程度比较深的，污秽不堪入耳的话，则称之为“脏话”、“粗口”等。

## 法律責任

### 台灣（中華民國）
在公開的場合下，以不雅言語或是圖片、文字對受害者進行「精神上的損害與汙辱」，即構成了公然侮辱罪。